# Salih Muslim
Ne doit pas être confondu avec Sahih Muslim.
Salih Muslim Muhammad (en arabe : صالح مسلم محمد) est un homme politique kurde né en 1951 à Kobané (Aïn al-Arab), dans le gouvernorat d’Alep, en Syrie.

## Biographie
Il est coprésident du Parti de l'union démocratique (PYD), principal parti kurde de Syrie et considéré par la Turquie comme la branche syrienne des rebelles kurdes de Turquie du Parti des travailleurs du Kurdistan (PKK).
Le 22 novembre 2016, la Turquie émet un mandat d'arrêt contre Salih Muslim et contre 47 autres personnes. Les mandats d'arrêt ont été délivrés en lien avec l'attentat d'Ankara du 17 février 2016.
En septembre 2017, il quitte la présidence du PYD.
Il est arrêté à Prague, en République tchèque, dans la nuit du 24 au 25 février 2018, en raison d'un mandat d'arrêt international émis par la Turquie,. Il est libéré le 27 février. Le 19 mars, la demande d'extradition est par conséquent rejetée.